# Curetis nesophila
Curetis nesophila är en fjärilsart som beskrevs av Felder 1862. Curetis nesophila ingår i släktet Curetis och familjen juvelvingar. Inga underarter finns listade i Catalogue of Life.